# Hank Schrader (personaje)
Henry R. "Hank" Schrader ASAC es un personaje ficticio que aparece principalmente en la serie dramática Breaking Bad  de AMC y su serie derivada Better Call Saul en una participación especial. Es interpretado por Dean Norris y fue concebido por el creador de ambas series Vince Gilligan. En Breaking Bad, es presentado como agente de la DEA y cuñado del protagonista Walter White que sigue poco a poco las pistas de un narcotraficante conocido con el alias "Heisenberg". El desarrollo del personaje de Hank a lo largo de la serie y la actuación de Norris han sido aclamados por la crítica especializada.

## Casting y creación
Antes de ser elegido para Breaking Bad, Dean Norris tenía un historial de ser encasillado en personajes de tipo policial y militar. Norris razona: "Supongo que tienes cierto aspecto, es una especie de aspecto autoritario del tipo de las fuerzas del orden, y ese aspecto es sin duda lo primero que la gente te presenta antes de que tengas la oportunidad de actuar". Vince Gilligan había hablado con un agente real de la DEA sobre la creación del personaje de Hank.

## Biografía del personaje

### Antecedentes
Hank era un agente especial de la DEA, donde ascendió de rango hasta convertirse en el supervisor de todas las investigaciones manejadas por su oficina de Albuquerque, bajo la atenta mirada de ASAC George Merkert (Michael Shamus Wiles) y SAC Ramey. Está casado con Marie (Betsy Brandt), con quien no tiene hijos. Es cercano a su familia por matrimonio, los White: Walt, su esposa (y hermana de Marie) Skyler (Anna Gunn) y su hijo Walter Jr. (RJ Mitte). En contraste con el apacible Walt, Hank es extrovertido, ambicioso y aparentemente intrépido y ansioso por emprender investigaciones peligrosas para avanzar en su carrera. Sin embargo, debajo de su exterior duro e imperturbable, lucha con algunas de sus propias vulnerabilidades: tenía los pies fríos cuando se trataba de casarse con Marie y, a pesar de su ambición, tiene miedo de salir de su zona de confort en el trabajo, principalmente debido a los efectos del PTSD que comienza a sufrir desde el asesinato de Tuco Salamanca y encuentros sangrientos posteriores durante redadas de drogas en su labor en El Paso.
Como pasatiempo, Hank elabora en casa su propia cerveza, que embotella con el nombre de "Schraderbräu". Después de que los primos de Tuco le disparan a quemarropa y para lidiar con su recuperación, pasa parte de la temporada 4 dedicándose a la recolección de minerales, para disgusto de Marie.

### Better Call Saul

#### Temporada 5
En 2004, cuando Domingo Molina (más tarde conocido como "Krazy-8") es arrestado por posesión de drogas, pasa dos días en la cárcel y luego anuncia que está dispuesto a informar a la DEA para llegar a un acuerdo con los fiscales. Hank y su compañero Steven Gomez llegan para interrogarlo. Justo cuando Domingo está preparado para dar una lista de puntos muertos que pertenecen a la operación de drogas de Gus Fring, el abogado Saul Goodman (nombre comercial de Jimmy McGill) interrumpe la reunión actuando como representante de Domingo. Hank inmediatamente sospecha de esto y cree que no hay puntos muertos, pero el hablar rápido de Saul lleva a Hank a aceptar liberar a Domingo bajo su protección como informante después de obtener y confirmar la información de Domingo sobre los puntos muertos. Hank y Steven se van, sin saber que esto fue una artimaña de Saul, a las órdenes de Lalo Salamanca, no solo para sacar a Domingo de la cárcel antes de que pudiera hablar sobre la operación de drogas de los Salamanca, sino también para exponer a sus competidores a la DEA. Aunque Nacho Varga advierte a Gus sobre esto, no puede actuar sin alertar a Lalo sobre el topo en su organización. La policía y la DEA vigilan el tráfico, pero Hank se decepciona por no haber obtenido información sobre los superiores.

### Breaking Bad

#### Temporada 1
En 2008, durante la fiesta por los 50 años de Walt, Hank muestra un informe de noticias donde se muestra una redada de metanfetamina que él había liderado. Más tarde, Walt acepta la oferta de Hank de dar un paseo a una de estas redadas. Basado en una información de Krazy-8, el equipo de Hank asalta un laboratorio de metanfetamina mientras Walt se queda en el auto, donde ve a su exalumno Jesse Pinkman (Aaron Paul) escapar del lugar pero no le dice nada a Hank. En secreto, Walt se compromete con Jesse para comenzar a producir su propia metanfetamina utilizando equipos de química de la escuela en la que enseña Walt. Debido a los precursores que utilizaron, el producto adquiere un tinte azul único y tiene una pureza extremadamente alta. Walt toma el nombre de "Heisenberg" ya que él y Jesse venden la metanfetamina azul al narcotráfico local. La metanfetamina azul y "Heisenberg" atraen rápidamente la atención de Hank y la DEA cuando Krazy-8 desaparece (sin saber que fue asesinado por Walt). La pista inicial de Hank se remonta a la escuela de Walt, pero Hank arresta por error al conserje de la escuela.
Hank generalmente se burla de Walt durante este período. Sin embargo, cuando Walt revela que sufre de cáncer de pulmón inoperable, Hank promete estar allí para él y cuidar de Walter Jr. y de la hija que Walt esta esperando en caso de que muera. También toma a Walter Jr. bajo su protección, tratando de "asustarlo directamente" cuando cree que él está fumando marihuana. Walt explica su asociación con Jesse a Skyler confesando falsamente que le compró marihuana. Esta información pronto llega a Marie y luego a Hank.

#### Temporada 2
Después de que un negocio de drogas sale mal, Walt y Jesse son secuestrados por el inestable capo Tuco Salamanca (Raymond Cruz) y los lleva a una morada remota con su tío, el jefe retirado del cartel de la droga Héctor Salamanca (Mark Margolis). Hank ayuda en los esfuerzos para encontrar a Walt y lo rastrea a través de Jesse hasta la morada de Tuco. Justo antes de que llegue Hank, Walt y Jesse logran escapar, hiriendo a Tuco en el proceso. Hank mata a Tuco en un tiroteo y arresta a Héctor. Mientras tanto, Walt y Jesse huyen de regreso a Albuquerque, donde Walt le explica su desaparición a Skyler como resultado de un estado de fuga. Hank le pregunta a Héctor sobre la metanfetamina azul y Heisenberg, pero Héctor se niega a responder. Hank también cuestiona a Jesse, pero no proporciona declaraciones concluyentes para proporcionar pistas sobre Heisenberg.
Hank es ascendido y transferido a la oficina de la DEA de El Paso, Texas, por matar a Tuco. Aunque inicialmente feliz, Hank rápidamente se da cuenta de que no encaja con sus colegas de habla hispana y también comienza a tener ataques de pánico. Durante una operación conjunta de la DEA y la policía mexicana, un informante, Tortuga (Danny Trejo), es decapitado y su cabeza puesta en una tortuga real es utilizada para ocultar un explosivo, matando a varios agentes y oficiales de la DEA; Hank escapa ileso ya que había huido al tener un ataque de pánico al ver la cabeza del informante. Hank desarrolla síntomas de trastorno de estrés postraumático y vuelve a la oficina de Albuquerque para continuar con su investigación sobre la metanfetamina azul.
Mientras tanto, Walt y Jesse, habiendo perdido a los Salamanca para vender metanfetamina, se han comprometido con los amigos de Jesse. Uno de ellos, Badger (Matt L. Jones), es detenido en una trampa policial, y Hank lo presiona con fuerza para que revele la identidad de Heisenberg. Walt recibe la ayuda de Saul Goodman para que un chivo expiatorio actúe como Heisenberg, pero Badger señala a la persona equivocada mientras Hank y su equipo observan. Walt y Jesse se apresuran a obstruir la vista de Hank para corregir a Badger a tiempo. Mientras arrestan al Heisenberg contratado por Saul, Hank sospecha que el verdadero Heisenberg sigue prófugo.

#### Temporada 3
Hank sigue comprometido con encontrar la identidad de Heisenberg, pero sus superiores comienzan a creer que el caso no tiene solución y quieren que continúe con otras investigaciones. Toma una pista sobre el caso después de que Jesse usa parte de la metanfetamina azul para pagar la gasolina del vehículo recreativo que él y Walt usan para cocinar el producto. Hank investiga todos los vehículos recreativos en Albuquerque a través del DMV y encuentra un vehículo recreativo sin registro renovado. Hank rastrea el RV hasta la madre del amigo fallecido de Jesse, Christian "Combo" Ortega, quien había sido asesinado meses antes mientras vendía metanfetamina azul en el territorio de una pandilla rival. Mientras vigila a Jesse, Hank llama a Walt para obtener información sobre su exalumno y le cuenta sobre el RV; al enterarse de su plan, Walt logra llevar la casa rodante a un depósito de chatarra antes de que pueda encontrarla. Hank sigue a Jesse al depósito de chatarra, donde Jesse y Walt se esconden acorralados. Walt le da instrucciones a Jesse para evitar que Hank ingrese legalmente a la casa rodante y consigue que Saul atraiga a Hank lejos del depósito llamándolo por teléfono informándole sobre un "accidente" de Marie. Se va abruptamente, lo que les permite destruir el RV con otras evidencias que le pueden encontrar. Después de enterarse de que el accidente fue un engaño, Hank enfurecido va a la casa de Jesse y lo ataca brutalmente. Jesse es hospitalizado y amenaza con demandarlo, mientras que Hank es suspendido de la DEA sin goce de sueldo.
Cuando Hank sale de su reunión disciplinaria, recibe una llamada anónima de Gus Fring, advirtiéndole que está a punto de ser asesinado por Leonel y Marco Salamanca (Daniel y Luis Moncada), los primos de Tuco que han llegado a Albuquerque en busca de venganza; aunque Gus les ha dicho a los hermanos que apunten a Hank en lugar de a Walt, ya que la intención de Gus, aparte de mantenerlo vivo, es la destrucción de los Salamanca y su cartel. Hank puede matar a un hermano y herir de muerte al otro, pero él mismo queda temporalmente paralizado de cintura para abajo después del tiroteo, y los médicos temen que pueda quedar parapléjico sin fisioterapia. Marie descubre que su seguro no cubrirá esto, y Walt y Skyler aceptan ayudar a cubrir los costos con el dinero de la metanfetamina, sin que Hank lo sepa.

#### Temporada 4
Hank lucha para avanzar en su recuperación, aunque debido a su impotencia, ataca duramente a Marie e intenta recolectar minerales para pasar el tiempo. Su interés se despierta cuando el Departamento de Policía de Albuquerque le pide ayuda para revisar las pruebas del asesinato de Gale Boetticher (David Costabile), quien había sido asistente de laboratorio de Walt en un superlaboratorio de metanfetamina construido por Gus, ubicado debajo de una lavandería industrial. Entre las pruebas se encuentra un cuaderno de laboratorio con las notas de Gale sobre la construcción del laboratorio, la síntesis de metanfetamina y otros detalles que llevan a Hank a creer que Gale era Heisenberg; incluso le muestra a Walt una dedicatoria con las siglas "WW" que incluso de broma, Hank insinúa su nombre, aunque Walt le dice que es de Walt Whitman. Durante una cena compartida, Hank habla sobre el cuaderno de Gale y Walt, borracho y cegado en su orgullo, sugiere que Gale simplemente estaba copiando el trabajo del Heisenberg real.
Hank siente curiosidad por este comentario y, al revisar la evidencia nuevamente, establece una conexión entre Gale y Gus. Mientras comienza a recuperarse físicamente y al no quedar satisfecho con una conversación con Gus, Hank se apoya en Walt para que lo ayude a investigar las actividades de Gus, la cadena de restaurantes Los Pollos Hermanos y su empresa matriz, Madrigal Electromotive, y las propiedades que poseen en Albuquerque, incluida la lavandería industrial. Walt entra en pánico al saber que esto no solo puede llevar a Hank a descubrir que él es Heisenberg, sino que puede llevar a Gus a tomar medidas extremas para poner fin a la investigación de Hank, ya que su relación con Gus ya estaba tensa por el asesinato de Gale. Walt hace que Saul finja una amenaza contra la vida de Hank, y la DEA organiza la protección las 24 horas del día para las familias de Hank y Walt, lo que detiene temporalmente su investigación. Esto también le permite a Walt operar sin interferencias para eliminar a Gus trabajando con Héctor después de enterarse de que él y Gus llevan años odiándose mutuamente. Héctor dice querer hablar con la DEA, y Hank recibe protección para ayudar con la entrevista, pero Héctor luego se niega a cooperar y regresa al hogar de ancianos. Esto era parte del plan de Walt cuando Gus, al enterarse de la entrevista de Héctor, va a ver a Héctor, y Héctor activa una bomba casera que Walt había colocado en su silla de ruedas, matándolos a ambos. Walt y Jesse posteriormente destruyen el superlaboratorio, intuyendo que Hank vendrá por él.

#### Temporada 5

##### Parte 1
La destrucción del superlaboratorio conduce a pruebas que vinculan directamente a Gus y el tráfico de drogas, y Hank es anunciado como un héroe al verificarse todas sus sospechas. Aseguran una computadora portátil de la oficina de Gus y la ponen como evidencia policial. Al enterarse de esto, Walt y Jesse, con la ayuda del lugarteniente de Gus Mike Ehrmantraut (Jonathan Banks), usan un electroimán gigante para tratar de limpiar la computadora portátil, haciendo un desastre en la sala de pruebas. La policía no encuentra nada en la computadora portátil, excepto un marco de imagen roto en la destrucción, los números de varias cuentas de Gus que apuntan a los informantes de Mike que han estado ayudando a mantener en secreto el tráfico de drogas. En este punto, los superiores de Hank han llegado a la conclusión de que Gus era Heisenberg y le dicen a Hank que abandone el caso, pero Hank todavía cree que hay más y quiere perseguir a los informantes vinculados a las cuentas. Walt se ve obligado a matar a Mike para obtener los nombres de los informantes y organizar sus asesinatos antes de que puedan ser interrogados, sin preocuparse por las represalias futuras.
Pasan varios meses, en los que Walt ha acumulado más de $ 70 millones y ha dejado el tráfico de drogas. Sin metanfetamina azul en las calles y sin pistas, Hank abandona su investigación y sigue adelante. En un cena que tiene en la casa de los White, Hank va al baño y, mientras está allí, hojea una copia de Leaves of Grass de Walt Whitman que Gale le había dado a Walter. Reconoce la letra del cuaderno de Gale y de la dedicatoria de Gale a Walt, refiriéndose a él como su "otro WW favorito". Hank se sorprende al descubrir que todo el tiempo Walt siempre fue Heisenberg.

##### Parte 2
Hank finge un virus estomacal para irse temprano, se lleva la copia de Leaves of Grass y sufre otro ataque de pánico. Más tarde, coloca un GPS en el auto de Walt. Walt descubre que falta la copia del libro y el dispositivo GPS, similar al que se usó para rastrear a Gus, y se enfrenta a Hank. Hank le revela que sabe que es Heisenberg, pero Walt no lo confirma ni lo niega, solo le dice que su cáncer ha regresado y para cuando Hank pueda probar algo, estará muerto. Hank le exige a Walt que le diga a Skyler y a los niños que se queden con él, pero Walt se niega. Hank intenta hablar con Skyler, pero ella permanece en silencio sobre lo que sabe. Marie se entera de algunos detalles a través de Skyler, pero Hank todavía no tiene pruebas suficientes para enfrentarse a Walt.
En un momento Jesse es arrestado y Hank intenta convencerlo de hablar en contra de Walt, pero Jesse se niega, todavía enojado por su golpiza. Walt crea un DVD que parece ser una autoconfesión donde expone a Hank como Heisenberg, y amenaza con publicarlo si no deja de intentar interferir con su familia. Hank también se da cuenta de que su fisioterapia posterior al tiroteo se pagó con el dinero de las drogas de Walt, lo que lo convirtió en un cómplice después del hecho. Después de una pelea entre Walt y Jesse, Hank se acerca a Jesse y lo convence de que deberían trabajar juntos para derrotar a Walt. Hank inicialmente intenta que Jesse se reúna con Walt mientras usa un dispositivo de escucha telefónica, pero Jesse se echa atrás en el último minuto, temiendo que Walt lo mate. En cambio, Jesse sugiere que apunten al dinero de Walt, que saben que ha estado escondido como efectivo en algún lugar local. Después de intentar localizarlo por su cuenta, Hank hace que Jesse llame a Walt fingiendo haber encontrado el dinero y preparándose para destruirlo. Walt se va al dinero, enterrado en la reserva india Tohajiilee, y cuando lo encuentra intacto, se da cuenta de que Jesse lo ha engañado y ordena un golpe contra Jesse a través de Jack Welker (Michael Bowen), un neonazi con el que se ha aliado para continuar su negocio. Jesse pronto llega con Hank y Gomez, y Walt intenta cancelar el golpe, preparándose para entregarse a Hank. Sin embargo, la pandilla neonazi de Jack llega antes de eso y se desata un tiroteo que mata a Gomez y hiere gravemente a Hank. Walt le ruega a Jack que le perdone la vida a Hank y le ofrece toda su fortuna. Hank se niega a rogar por su vida y le pregunta a Walt cómo un hombre tan inteligente puede ser demasiado ingenuo para ver que Jack ya tomó su decisión. Hank luego le dice a Jack que haga lo que tiene que hacer y Jack lo mata con un tiro en la cabeza.
Los hombres de Jack entierran los cuerpos de Hank y Gomez en el agujero en el que Walt había guardado su dinero, robando la mayor parte pero dejando un barril por un total de aproximadamente $10 millones para Walt. La pandilla lleva a Jesse de regreso a su complejo como esclavo para castigarlo por ayudar a Hank y Gomez; la muerte de Hank desencadena una serie de eventos que terminan con Walt siendo perseguido por la justicia y con las vidas de Skyler, Walt Jr., Holly y sobre todo Marie cambiando para siempre. Seis meses después, después de que Walt huyó del estado con una nueva identidad, regresa para hacer las paces y le da a Skyler la ubicación de los cuerpos, sabiendo que la ayudará a negociar su caso. Hank y Gomez se vengan esa misma noche cuando Walt envenena a Lydia Rodarte-Quayle con ricina, mata a la tripulación de Jack con una ametralladora M60 modificada convertida en una torreta oscilante en el maletero de su coche, activada por un juego de llaves del coche, y le dispara a Jack en la cabeza al estilo de una ejecución en mitad de una frase con la pistola .45 de su mano derecha fallecida, reflejando lo que Jack le hizo a Hank 6 meses antes. Walt deja que Jesse estrangule a Todd Alquist, el sobrino de Jack hasta la muerte antes de hacer esto, y luego le permite escapar, antes de morir por una herida de bala que recibió durante los disparos causados por un rebote. Walt se derrumba en el suelo con una mirada de alegría y satisfacción en su rostro, en el laboratorio de metanfetamina ubicado en otro edificio dentro del recinto.

### PostBreaking Bad
Durante los episodios finales de Better Call Saul, que tienen lugar en 2010, se reveló que Skyler usó el billete de lotería que identificaba la ubicación de los cuerpos de Hank y Gomez para negociar un trato con las autoridades. En el episodio final, Marie se entera de la detención de Saul y lo acusa de permitir a Walter y los eventos que llevaron al asesinato de Hank, desencadenando que Saul crea una historia donde se posiciona como víctima de Walter, para sorpresa de Marie. Durante su juicio, Saul, arrepentido, renuncia al trato de reducción de sentencia y confiesa el alcance total de su participación en el imperio de las drogas de Walt y reconoce el papel que desempeñó en causar las muertes asociadas con Walt, incluidos Hank y Gómez, sorprendiendo tanto a Marie como a la viuda de Gómez, Bianca, pero dándoles un cierre.

## Desarrollo
Los críticos han comentado sobre el desarrollo del personaje. NPR escribe sobre la evolución de su personaje: "Hank Schrader ha pasado de ser un deportista cabeza de chorlito a un contrapunto complejo, simpático e incluso heroico para el antihéroe del programa, [...] Walter White". Mary Kaye Schilling de Vulture opina: "Es gracias a [Norris] que Hank Schrader de Breaking Bad haya pasado de ser un agente de la DEA que escupe clichés - esencialmente alivio cómico— a un hombre inteligente y vulnerable que podría ser el máximo héroe de la serie". Norris nota el realismo de la personalidad de "policía duro" y "máquina de clichés" de Hank, comparando sus gestos con los de su mejor amigo cuando era niño, también policía. Norris explica que las personas con trabajos en la aplicación de la ley tienen que ponerse una fachada de fanfarronería porque tienen que tratar con personas sin escrúpulos todo el día; la única otra opción sería dejar que el trabajo los afectara personalmente, lo que comprometería su eficacia.
Gilligan dice que se suponía que Hank era un "gran amigo y una figura de adoración para Walt, Jr.", pero lo desarrolló cuando se dio cuenta de lo "inteligente, sensible y bien educado" que era Norris. Tanto Norris como Gilligan querían que Hank fuera inteligente y capaz; "De lo contrario", dijo Norris, "es solo un idiota y lo despedirás". Norris señala que Hank intimida a Walt en el piloto y en la primera temporada, y hace bromas racistas sobre su socio de la DEA, Steven Gomez. Sin embargo, sus bromas racistas hacia Gómez se atenuaron a medida que avanzaba la serie y se convirtieron en bromas de buen carácter.
Sean Collins de Rolling Stone consideró a Hank en el piloto como un "fanfarrón detestable". Al principio, Gilligan no había considerado al personaje como mucho más que un contraste para Walt. Sin embargo, cuando Gilligan conoció a Norris, convirtió a Hank en un "personaje más matizado y complejo" que logra un "crecimiento personal y profesional".
Frazier Moore de The Associated Press escribe sobre la introducción de Hank en el piloto; "Hank parecía un personaje potencialmente problemático. Con su estilo arrogante y machista, estaba peligrosamente cerca de un estereotipo"; sin embargo, ha dicho que "Norris ha aportado profundidad y matices a su personaje, emergiendo completamente a la altura de sus buenos compañeros de reparto [...] ya que mostró no solo fanfarronería sino también trauma emocional". Norris y Gilligan admitieron que Hank comenzó como una "construcción mecánica" cuyo objetivo principal era proporcionar un alivio cómico.
Hank comienza a mostrar signos de trastorno de estrés postraumático en "Breakage" después de matar a Tuco Salamanca en "Grilled", la primera deconstrucción de su personalidad de "policía duro". Norris atribuyó el trastorno de estrés postraumático al hecho de que en realidad es muy raro que los agentes del orden saquen sus armas, y mucho menos maten a alguien en una situación de combate. Mary Kaye Schilling elogió la forma en que los escritores manejaron el PTSD y cómo esperaron una temporada completa para explicar la causa. Noel Murray de The AV Club comparó a Hank de la temporada 1 con una "parodia velada (y no reconocida) de Vic Mackey", pero elogió su desarrollo, que comenzó con su trastorno de estrés postraumático. Seth Amitin de IGN señaló que el trastorno de estrés postraumático de Hank humanizó al personaje, ya que Amitin lo consideraba una "roca emocional" que generalmente no se inmuta. Sin embargo, Amitin pensó que la humanización y la lucha interna de Hank encajaban con los arcos de los otros personajes y los temas de la serie.
Emily Nussbaum de The New Yorker escribe sobre la pelea de Hank con Walt, la serie "colocó a Hank, que alguna vez fue un personaje cómico menor en el programa, en el centro del papel de héroe". Graeme Virtue de The Guardian escribe que Norris "evolucionó a su personaje Hank Schrader de un idiota engreído de la DEA a lo más parecido que tiene el programa a un centro moral".
Hank pasó por un importante desarrollo del personaje en el episodio de la tercera temporada, "One Minute". Norris sintió que la autorrealización de Hank en el episodio fue el punto de inflexión para convertirse en un hombre mejor y preparó el escenario para sus decisiones más adelante en la serie; Norris opinó que "Hank quiere un alma limpia". Norris siguió llorando mientras filmaba un discurso particularmente dramático, aunque el director le decía que no lo hiciera. Norris finalmente fue filmado desde un lado para ocultar el hecho de que estaba llorando.
En los primeros episodios de la cuarta temporada, Hank está postrado en cama después de que los primos de Tuco Salamanca le dispararon varias veces en el pecho y es cada vez más hostil hacia Marie mientras ella trata de cuidarlo. A Gilligan y los escritores les gustó la idea de que Hank no actuara de forma heroica o noble en su sufrimiento. Los escritores sintieron que este arco sería más fiel al personaje de Hank.
Cuando se le preguntó cómo Hank no sabía que su cuñado era Heisenberg, Norris dijo que Walt era el punto ciego de Hank; Hank tenía esta noción preconcebida de un capo de la droga en su cabeza y no coincidía con su imagen de Walt como manso y ajeno. Después de que Hank finalmente descubre que Walt es Heisenberg, Norris tuvo que equilibrar la traición con la ira, citando el dolor de la traición de Walt a su confianza como su emoción más significativa. Norris dijo que, en el episodio "Blood Money", las emociones de Hank finalmente toman el control.
Norris ha dicho que cree que el código moral de Hank se define concretamente en "One Minute", cuando acepta las consecuencias de agredir a Jesse a pesar de que podría haberse salido con la suya. En una entrevista durante la primera mitad de la temporada 5, Norris expresó su perplejidad por los espectadores que "no saben a quién apoyar", y que ve a Walt como un villano directo.
Norris le pidió a Gilligan que matara a Hank a mitad de la quinta temporada, ya que Norris ya había reservado un piloto de comedia antes de saber que AMC extendería la quinta a dos años. Gilligan rechazó su solicitud, ya que el arco de Hank era parte integral de los episodios finales de la serie. Cuando se anunció por primera vez el spin-off Better Call Saul, Norris inicialmente declaró que no estaba interesado en aparecer, diciendo que sentía que la historia de Breaking Bad estaba completa y que un spin-off sería innecesario.
Peter Gould inicialmente dudaba en incluir a Hank en Better Call Saul, ya que el personaje había sido desarrollado y escrito principalmente por Gilligan, quien, a pesar de ser coproductor ejecutivo, no había estado en la sala de escritores del programa desde la temporada 3. A pesar de su tibia recepción anterior al spin-off, el propio Dean Norris, sin embargo, dio la bienvenida a interpretar la versión de Hank antes de sufrir TEPT y depresión. Disfrutó especialmente el reencuentro en pantalla conSteven Michael Quezada, quien interpretó a su compañero Steven Gómez.
Mientras concebía la historia de El Camino: una película de Breaking Bad, Gilligan consideró incluir a Hank en la historia, sintiendo que su inclusión habría sido genial, pero finalmente desistió de la idea debido a sus sentimientos de que la película debería centrarse solo en los personajes más importantes en la vida de Jesse Pinkman, lo cual no era Hank, a pesar de trabajar juntos durante la segunda parte de la quinta temporada.

## Recepción
El desarrollo de Hank como personaje y la actuación de Norris han recibido elogios de la crítica. Frank Girardot de Pasadena Star-News, un viejo amigo de Norris, dice que vio a Norris crecer en el papel y lo elogió como "un muy buen actor. Sin duda, lo mejor de la televisión en este momento".
La actuación de Dean Norris en "Blood Money", especialmente la escena culminante en la que Hank confronta a Walt por la identidad de este último como Heisenberg, fue elogiada por la crítica. James Poniewozik de TIME escribió: "Norris y Cranston son imanes oculares aquí, y la fuerza simplemente forma un arco entre ellos a medida que su atención se dirige irresistiblemente a ambos a la vez". Kelly West de Cinema Blend dijo que la conversación de Walt y Hank podría haber sido uno de los "momentos más acalorados y emotivos de la serie", elogiando a Cranston y Norris. David Berry de National Post y Scott Meslow de The Week también elogiaron a Norris. Steve Marsi de TV Fanatic escribió sobre el clímax: "Las expresiones de Dean Norris transmitieron cuán consternado, angustiado, vengativo y aturdido estaba al mismo tiempo". TVLine nombró a Dean Norris el "Artista de la semana" por su trabajo en "Blood Money". Al hacerlo, TVLine destacó el desarrollo de Hank a lo largo de la serie, citando la evolución del personaje de "un fanfarrón sin disculpas" en el piloto a "alguien a quien realmente quieres ver ganar".[cita requerida]
Ross Douthat de The New York Times llamó a Hank el héroe de Breaking Bad y escribió que "uno de los logros más impresionantes e importantes del programa ha sido la construcción de una buena persona cautivadora, interesante y entretenida, capaz de competir con Walter White, el antihéroe, por la atención, el interés y el afecto de la audiencia".
En 2011, Norris fue nominado en los 37° Saturn Awards como Mejor Actor de Reparto en Televisión por la tercera temporada, pero perdió ante John Noble por su interpretación del Dr. Walter Bishop en Fringe.